# Betamax

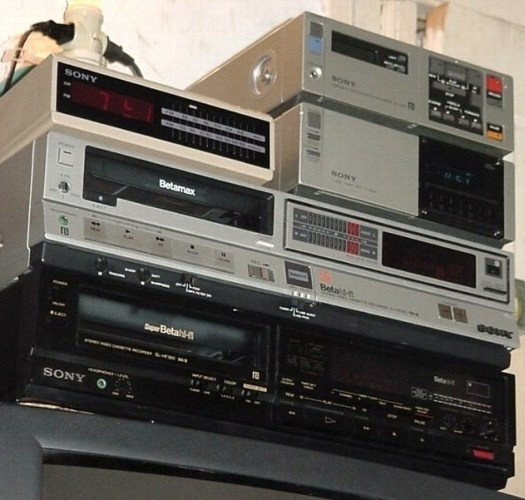
Tre Sony Betamax-spelare

Betamax är ett format för videobandspelare för konsumentbruk utvecklat av Sony och lanserat i november 1975. Betamax deltog de kommande åren som en av parterna i det så kallade "videokriget", men fick inget större genomslag och förlorade i slutändan videokriget mot VHS-formatet. Bildkvaliteten på Betamax ansågs vara bättre än på VHS, men detta uppnåddes genom ett elektroniskt trick som kunde ha byggts in även i VHS-formatet. Som enda tillverkare kunde Sony hålla ett högre pris på maskinerna vilket i slutändan också bidrog till att Betamax-formatet förlorade tävlingen mot VHS-formatet. Inspelningstiden för Betamax var till en början också begränsad till en timme, medan VHS-formatet hade två timmars inspelningstid.
Formatet slutade tillverkas i USA 1993 och i Japan 2002. Sony tillverkade dock Betamaxkassetter fram till mars 2016.

### Fotnoter
1. ↑  ”Betamax (1978 – 1988)” (på engelska). Museum of Obselete Media. 10 mars 1975. http://www.obsoletemedia.org/betamax/. Läst 27 juni 2015.
2. ↑  Jan Melin (10 november 2015). ”Nu dör slutligen Betamax” (på svenska). Ny teknik. https://www.nyteknik.se/teknikrevyn/nu-dor-slutligen-betamax-6343700. Läst 27 maj 2018.